# ギュンター・ヴィッヒ
ギュンター・ヴィッヒ（Günther Wich, 1928年5月23日 - ）は、ドイツの指揮者。
バンベルクの生まれ。
ニュルンベルク音楽院を経てフライブルク音楽大学に進学し、グスタフ・シェックにフルートを学ぶも、1952年にフライブルク市立歌劇場のコレペティトールとなり、指揮者に転向した。1959年にはグラーツ歌劇場の音楽監督を務め、1961年にはハノーファー国立歌劇場の音楽総監督に転出した。1965年からライン・ドイツ・オペラの音楽総監督に転任し、1980年までその任に当たった。1970年代には頻繁に来日し、NHK交響楽団に度々客演している。
1969年から1973年までフォルクヴァング芸術大学、1982年から1994年までヴュルツブルク音楽大学で後進の指導に当たった。